# Генеральный штаб
Генера́льный штаб (сокр. Генштаб, ГШ ВС) — центральный орган военного управления и основной орган оперативного управления вооружёнными силами во многих государствах.
По определению Клаузевица, назначение Генштаба состоит в разработке и изложении идеи высших строевых начальников в форме приказаний, со всеми необходимыми для исполнения подробностями; кроме того, Генштаб обязан заботиться о боевой готовности и материальных нуждах войск, для чего, не вмешиваясь в деятельность специальных органов, должен сообщать им необходимые указания, вытекающие из общего хода военных действий; с другой стороны, Генштаб получает от этих органов сведения о степени обеспечения войск предметами довольствия.

## Предыстория
В Средние века функции штаба армии выполнял маршал.
Позже образцом для военного управления послужило устройство, существовавшее в армиях ландскнехтов. У них был генерал-квартирмейстер, руководивший совместно с маршалом или фельдмаршалом осмотром местности, дорог, расположением войск на квартирах и биваках; исполнителями его распоряжений были полковые и ротные квартирмейстеры. Вот почему в большинстве армий до XIX столетия Генеральный штаб назывался квартирмейстерским штабом, квартирмейстерской частью.
Первоначально должности маршала и квартирмейстера замещались только на время войны, с конца XVII века они становятся постоянными. Во Франции с 1792 г. генерал-квартирмейстерство получило название Главного штаба армии. Особую роль он приобрёл в 1805—14 при Наполеоне, когда во главе Главного штаба был Луи Александр Бертье.
Фридрих Великий первый задался целью специально подготавливать офицеров для службы Генштаба. В Пруссии с 1785 под Генеральным штабом понимался особый корпус офицеров, получивших подготовку в дворянской военной академии, учреждённой в 1765 году.
С начала XIX века повсеместно принимаются меры к обеспечению комплектования Генштаба подготовленными офицерами. Организация прусского главного штаба послужила образцом для прочих государств. Офицеры генерального штаба получали подготовку в академии или высших военных школах; практика приобреталась строевой службой в мирное время. Сообразно этому, служба офицеров генерального штаба бывала обычно двух видов: строевая — при войсках, и военно-ученая — в самом Генеральном штабе. В генеральный штаб принимали лишь офицеров, прослуживших определённое число лет в строю; затем систематически переводили чинов генерального штаба от строевой деятельности к военно-учёной и обратно.

## Германия
В Пруссии так называемый Большой Генеральный штаб, получивший самостоятельность с 1806, и после образования в 1871 Германской империи продолжал называться прусским, но фактически он выполнял функции общегерманского Генерального штаба. При Хельмуте фон Мольтке-старшем (1857—88), Альфреде фон Вальдерзее (1888—1891), Альфреде фон Шлиффене (1891—1906), Хельмуте фон Мольтке-младшем (1906—14), Эрихе фон Фалькенхайне (1914—1916), Пауле фон Гинденбурге (1916—19) он, находясь в подчинении императора, играл решающую роль в оперативном планировании войны и подготовке к ней германских вооружённых сил.
Германский генеральный штаб был ликвидирован в 1919, но стал восстанавливаться с 1920. С 1932 он начал осуществлять тайную программу расширения рейхсвера. К 1938 в Германии сложилась сложная организационная система генерального штаба. Эта система включала штаб оперативного руководства, входивший в Верховное командование вооружёнными силами (ОКВ), генеральные штабы сухопутных войск, авиации, флота. Основную роль в руководстве вооружёнными силами на фронтах играл Генштаб сухопутных войск (ОКХ).

## Россия
Днём образования Главного оперативного управления Генерального штаба Вооружённых Сил Российской Федерации считается 20 февраля 1702 года, когда высочайшей резолюцией Петра I в Русской армии была учреждена должность генерал-квартирмейстера, на которую был назначен князь Андрей Фёдорович Шаховской († 1705).
В целом российский Генеральный штаб ведёт своё начало с 1763 года, когда при Екатерине II чины квартирмейстерской части были выделены в особое учреждение, наименованное Генштабом и поставленное в непосредственное ведение вице-президента военной коллегии.

## Австро-Венгрия
В Австро-Венгрии наименование «Генеральный штаб» вместо генерал-квартирмейстерского штаба, было принято лишь в 70-х годах XIX века. В 1906—1916 годах (с перерывом в 1911—1912 г.) австро-венгерский Генштаб возглавлял Франц Конрад фон Гётцендорф, который был очень влиятельной фигурой в государстве.

## Франция
Во Франции Генеральный штаб решал вопросы, относящиеся к подготовке войск, планированию и обеспечению операций. Вопросы ведения войны и её материального обеспечения решало правительство. При Ж. Жоффре (1911—1914) роль французского Генерального штаба значительно повысилась, однако он не имел такого влияния в государстве, как германский.

## Великобритания и США
В Великобритании, в отличие от большинства других стран, генеральный штаб не представлял собой особого корпуса офицеров, а организационно входил в военное министерство. В Великобритании в начале XX века были созданы имперский генеральный штаб армии, подчинённый военному министру, морской и полевой штабы.
Комитет начальников штабов в Великобритании был создан в 1923 году в качестве подкомитета Комитета обороны Империи, и оставался таковым вплоть до ликвидации Комитета обороны Империи в 1939 году в начале Второй мировой войны. Изначально Комитет состоял из глав трёх родов войск — Первого морского лорда, Начальника Имперского Генерального штаба и Начальника штаба КВВС. Главы родов войск по очереди занимали пост председателя Комитета.
С началом Второй мировой войны Комитет начальников штабов стал подкомитетом Военного кабинета.
В годы Второй мировой войны в США и Великобритании функции Генштаба выполняли комитеты начальников штабов. Британский комитет начальников штабов состоял из начальника имперского Генштаба (председатель), начальников штабов ВВС и ВМС, начальника штаба при министерстве обороны и начальника штаба совместных операций. Примерно таким же был состав Объединённого комитета начальников штабов в США, который был создан в июле 1942 г. Весной 1942 был создан Объединённый комитет начальников штабов США и Великобритании, который находился в Вашингтоне, но подчинялся одновременно главам союзных государств.
После войны в США при Комитете начальников штабов был создан рабочий орган — Объединённый штаб. В Великобритании существует штаб обороны, руководящий деятельностью штабов армии, ВВС и ВМС.
После Второй мировой войны Комитет начальников штабов стал частью Министерства обороны Великобритании.
В 1955 году правительство Великобритании решило создать пост Председателя Комитета начальников штабов. Он был образован 1 января 1956 года, первым и единственным председателем Комитета начальников штабов стал маршал Королевских ВВС сэр Уильям Диксон. Он оставался в этой должности вплоть до 1 января 1959 года, когда он стал первым начальником Штаба обороны. Начальник Штаба обороны оставался главой Комитета начальников штабов и считался профессиональным главой всех вооружённых сил Великобритании. В 1964 году был ликвидирован Имперский Генеральный штаб, и сухопутные войска с той поры стал представлять начальник Генерального штаба. После этого единственным крупным изменением было введение в члены Комитета заместителя начальника Штаба обороны.